# Hatha joga
Hatha joga je put tjelesne kontrole kroz položaje tijela (asane) i tehnike disanja (pranajamu), a smatra se da je to priprema za rađa jogu. Ova vrsta joge podrazumijeva vježbanje vanjskog i unutrašnjeg pročišćavanja, a za to je potrebna samodisciplina. Hatha joga čini prvih pet stupnjeva rađa joge i bez ovog znanja vrlo je teško postići kontrolu uma, tj. rađa jogu. Ova vrsta joge vezana je za pokrete i položaje tijela, pa je zbog toga dobra i za relaksaciju tijela.

## Etimologija
Hatha je sanskrtska riječ i sastavljena je od glasova ha i tha. Rašireno je tumačenje prema kojemu glas ha predstavlja Idu koja je mjesečev nadi, a glas tha predstavlja Pingalu koja je sunčev nadi. Mnogi povjesničari i jezikoslovci međutim smatraju kako je to novije tumačenje koje nema realno etimološko porijeklo već je prvenstveno naknadno religijski konstruirano. Jogiji smatraju da su nadiji putevi kojima životna energija (prana) struji kroz tijelo i aktivira energetske vrtloge (čakre). Ida i Pingala se ujedinjuju u centralnom nadiju koji se naziva Sušumna. Nadiji simboliziraju svete indijske rijeke Ganges, Jamunu i Sarasvati. Kada se glasovi ha i tha spoje zajedno, znače snažan ili snaga volje. U hatha jogi "snaga volje" znači da će se cilj koji je postavljen na kraju i završiti.

## Povijest
Najraniji pisani izvor sustavne joga prakse unutar Hinduizma su Yoga Sutre ( oko 4.st, postoje nešto stariji srodni budistički tekstovi). Ti tekstovi međutim ne obuhvaćaju neke prakse koje danas primarno poistovjećujemo s hatha jogom poput kompleksnih fizičkih vježbi, nit se taj sustav naziva hatha jogdkim. Danas se obično naziva rađa jogom, a osnova je i joge kao jednog od 6 ortodoksnih filozofskih sustava koji sačinjavaju hinduizam. Prvi poznati pisani tekstovi hatha joge kakvu poznajemo se javljaju u vremenu kasnog srednjega vijeka i sadrze sustave srodne, ali ne i istovjetne Yoga Sutrama te uz sramana - samkja utjecaje vidljive u njima pokazuju i snažan utjecaj tantre koja cvate u tom razdoblju. To su prvenstveno Hatha joga pradipika iz 14. stoljeća, Gheranda samhita iz 17. stoljeća ali i mnogi drugi.
U kolonijalno doba je s buđenjem nacionalne svijesti, sirenjem neohinduizma, jačanjem infrastrukture i komunikacije te razvojem administrativne klase s dovoljno slobodnog vremena za laičko bavljenje jogičkim praksama došlo do značajnih promjena. Joga iz asketske duhovne domene prelazi u svakodnevniju upotrebu te se koristi ne samo iz duhovnih već i zdravstvenih razloga. U toj ranoj fazi kljucnu ulogu su imali prvi moderni, svjetovni instituti poput Kaivalyadhama, Bombajskog joga instituta i rada T. Krishnamacharye. Osim sto su jogu učinili dostupnu sirim masama prilagođavali su ju njenim potrebama, a po mnogi smatraju da su pri tome preuzimali utjecaje i zapadnih sustava tjelovježbe. Nešto kasnije je ogromnu ulogu u popularizaciji heterodoksne, kombinirane neohindu duhovnosti uključujući i jogu imao Swami Shivananda, glavni izvor onoga sto na zapadu najčešće nazivamo klasičnom jogom iako je u stvari suvremena kompilacija različitih praksi i tradicija u okviru neohindu renesanse. On je uz Krishnamacharyu najveći izvor danas na zapadu prisutne joge, prvenstveno kroz veliki broj popularnih i probitačnih učenika. Glavne organizacije i učitelji proizašli iz rada Swamija Sivanade su Swami Chidananda i Swami Krishnanada (Sivanandini direktni nasljednici i vođe njegove organizacije nazvane Divine life society); Swami Satchidananda i njegova Integralna Joga (poznat po pojavljivanju na Woodstooku); Swami Satyananda i Bihar School of Yoga; Swami Vishnudevananda i Shivananda joga i drugi. Tu možemo na neki način uvrstiti i u Hrvatskoj vrlo popularnu Jogu u svakodnevnom životu Swami Mahešvaranande koji nije u tom duhovno-inicijacijskom nasljeđu, ali je kod njih učio hatha jogu te je njegov sustav vrlo sličan.
Druga najprisutnija linija na zapadu je ona T. Krishnamacharye koja obuhvaća učitelje poput Indre Devi, Patthabi Joisa (aštanga joga), B.K.S. Iyengara (iyengar joga); TKV Desikachara i S. Ramaswamia (vinijoga) i druge. 
Ako početni izlazak joge u svijet i prema mnogim autorima utjecaj zapadne tjelovježbe na jogu nazovemo prvom modernom generacijom, a dolazak njihovih učenika na zapad drugom onda preuzimanje joge na zapadu od strane zapadnjaka možemo nazvati trećom. Stvara se čitav niz novih škola i organizacija, pri tome se cesto miješaju utjecaji različitih gore navedenih stilova ali i drugih elementa raznih duhovnih ili sportskih aktivnosti.

## Koncept hatha joge
Jogiji smatraju da se sav život na Zemlji nalazi u energetskom polju koje se stvara zračenjem pozitivne i negativne energije. Pozitivna energija je ha i ona simbolizira muško zračenje energije, a tha simbolizira žensko zračenje energije. Hatha joga je ravnoteža između suprotnosti: pozitivnog i negativnog, svijetla i tame, aktivnog i pasivnog. Hatha jogu čine asane, pranajama, tehnike čišćenja i usredotočenost svjesti.
- Asana označava položaj tijela u kojem se opušteno možemo zadržati dulje vremena i ona je glavno uporište hatha joge. To su pokreti i položaji tijela koji su usklađeni s disanjem (pranajamom). Asane su se razvijale tisućama godina da bi uklonile napetosti iz tijela i da bi ojačale slabe dijelove tijela, a bitan dio asana je istezanje i mnogi položaji imaju tu namjenu.
- Pranajama znači svjesno upravljanje dahom. Ove vježbe nikada ne treba raditi na silu ili s naporom i uvijek treba zauzeti pravilan položaj (asanu) dok se radi. Pranajama uči da dišemo sporo i ravnomjerno da bi smirili um, a pored asana i meditacije ona je jedan od stupova joge.
- Tehnike čišćenja dio su hatha joge, a ima ih šest: pročišćavanje nosa,  pročišćavanje jednjaka i želuca, kruženje trbušnim mišićima, čišćenje crijeva,  pročišćavanje sinusa i koncentracija na točku ili plamen svijeće.
- Usredotočenost svjesti obično se vježba uz svijeću, a treba zauzeti i položaj za meditaciju. Pri vježbanju se treba koncetrirati na plamen svijeće.

Prehrana je također bitna za jogije, a jedan od bitnijih elemenata tog pravila je umjerenost u hrani. Prema spisu Hatha joga pradipika, ne treba jesti do potpune sitosti, nego četvrtinu želuca treba ostaviti praznu. Jogijska prehrana je vegetarijanska, a ona se koristi iz zdravstvenih i etičkih razloga.

## Hatha joga na Zapadu
Hatha joga je najpopularnija vrsta joge na Zapadu, a kad zapadnjaci kažu „joga“, obično misle na hatha jogu. Diljem Europe i SAD-a postoje mnoge škole koje podučavaju hatha jogu, a tome su doprinijele i mnoge poznate osobe kao što su glumci i pjevači. Također je popularna i kao dobar način za oslobađanje od stresa.